# 유인선 효우비
유인선 효우비는 대한민국 경기도 포천시 자작동에 있다. 1986년 4월 9일 포천시의 향토유적 제4호로 지정되었다.

## 개요
조선후기 효자 유인선을 기리기 위해 세운 비석이다.